# Tony Mason

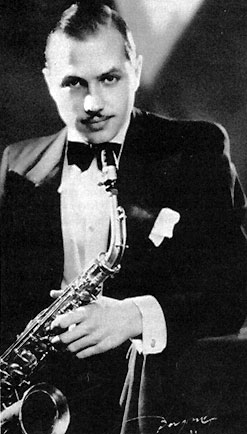
Tony Mason

Tony Mason, född Anton Fredrik Mattsson den 17 januari 1906 i Mora, död 29 december 1976 i Stockholm, var en svensk kapellmästare, jazzmusiker (saxofon, klarinett) och musiklärare.

## Biografi
Mason började som volontär vid Dalregementet i Falun som tolvåring och medverkade tidigt i olika dansorkestrar, bland annat hos bröderna Vernon 1928, i Svenska Paramountorkestern 1928–1929, hos Dick de Pauw 1929, hos Georg Enders 1930, i Håkan von Eichwalds orkestrar 1930–1933 och med Arne Hülphers' orkestrar 1934–1940. Under 1940-talet spelade han med olika orkestrar och han turnerade 1945 i folkparkerna med egen orkester, liksom på 1950-talet, då han bland annat turnerade bland amerikanska militärförläggningar i Västtyskland. 
Han deltog i återupplivandet av Paramountorkestern 1954 och var från mitten av 1950-talet även musiklärare.

## Filmografi
- 1940 – Lillebror och jag - saxofonist i Arne Hülphers orkester
- 1940 – Kyss henne! - klarinettist